# Al-Buwajda asz-Szarkijja
Al-Buwajda asz-Szarkijja (arab. البويضة الشرقية) – miejscowość w Syrii, w muhafazie Hims. W 2004 roku liczyła 3196 mieszkańców.